# Mickaël Gouin
Mickaël Gouin, né le 5 mai 1983 à Drummondville, est un comédien québécois.

## Biographie
Formé successivement à l'École nationale de l'humour (2003), au Cégep de Drummondville (2005) en arts et lettres, à l'Université du Québec à Montréal (2006) en scénarisation et à l'École nationale de théâtre du Canada (2010), il a fait ses premiers pas à la télévision en interprétant des rôles notamment dans L'Auberge du chien noir et dans l'émission MDR diffusée sur les ondes de Vrak. Il s'est par la suite fait connaître d'un public plus large en tant que lecteur de nouvelles dans l'émission SNL Québec, diffusée à Télé-Québec, et Le Nouveau Show, diffusé à ICI Radio-Canada Télé. Il a par ailleurs tenu des rôles dans plusieurs films, pièces de théâtre, séries télévisées et séries web. 
Une pièce de théâtre dans laquelle il jouait son propre rôle et qui portait sur lui, On t'aime Mickaël Gouin (Productions du Pref), a été montée puis présentée en 2016.

## Vie privée
Il est en couple avec Léane Labrèche-Dor depuis le début de 2016. Leur premier enfant naît en mai 2021.

## Filmographie

### Cinéma
- 2009 : Dédé, à travers les brumes de Jean-Philippe Duval
- 2010 : Starbuck de Ken Scott
- 2014 : Les Êtres chers de Anne Émond
- 2017 : Nelly de Anne Émond
- 2017 : Pieds nus dans l'aube de Francis Leclerc
- 2018 : Les Scènes fortuites de Guillaume Lambert : Lucas
- 2020 : Souterrain de Sophie Dupuis : Sébastien
- 2022 : Lignes de fuite de Miryam Bouchard (en) et Catherine Chabot : Paul-Émile
- 2024 : 1995 : Pierre Therrien

### Télévision
- 2010 : Trauma (saison 2) : autre résident
- 2010-2011 : Nous avons les images : rôles multiples
- 2011 : La Galère : client à l'épicerie
- 2011 : L'Auberge du chien noir : Gus
- 2011-2012 : MDR : rôles multiples
- 2012 : 19-2 de Podz : homme violent
- 2013 : Les Jeunes Loups : Bruno St-Pierre
- 2013 : Les Bobos : beau serveur
- 2014 : 30 vies (saison 8) : Michel
- 2014-2015 SNL Québec : lecteur de nouvelles SNL
- 2014-2015 : Mon ex à moi : Mathieu Bouchard
- 2015 : Camping de l'ours : Trudel
- 2015 : Le Nouveau Show (en) : rôles multiples
- 2017 : L'Âge adulte : Alex Noël
- 2018 : Hubert et Fanny : Guillaume Baillargeon
- 2018-2020 : En tout cas : Fred
- 2020 : Victor Lessard : Hubert Baron
- 2021-2022 : Escouade 99 : Max Lemieux
- 2022 : Survivre à ses enfants : Philippe Dupuis
- 2023 : À cœur battant : Arthur Fortin
- 2024 : Bête noire : Jean-Philippe Laplante

## Distinctions
- Prix Gémeaux : finaliste pour le meilleur premier rôle masculin: comédie, En tout cas, saison 3, 2020[7]
- Prix Gémeaux : finaliste pour la meilleure interprétation masculine pour une émission ou série originale produite pour les médias numériques : dramatique, L’âge adulte, saison 3, 2020
- Prix Artis : finaliste pour le meilleur rôle masculin : comédie, 2019
- Prix Gémeaux : gagnant pour la meilleure interprétation masculine pour une émission ou  série originale produite pour les médias numériques : comédie, La règle de 3, 2019[8]
- Prix Gémeaux : finaliste pour la meilleure interprétation : humour, SNL Magalie Lépine Blondeau, 2018
- Prix Gémeaux : finaliste pour le meilleur premier rôle masculin: dramatique web, L’Âge adulte, 2017
- Prix Gémeaux : finaliste pour le meilleur premier rôle masculin: série jeunesse, Camping de l’ours, 2016
- Prix Gémeaux : finaliste pour la meilleure interprétation dans une émission d'humour, SNL Québec, 2015
- Prix Gémeaux : finaliste pour la meilleure émission ou série originale produite par les médias numériques, fiction, 7$ par jour, 2015
- Prix Gémeaux : finaliste pour la meilleure interprétation dans une émission d'humour, SNL Québec, 2014
- Prix Gémeaux : gagnant pour la meilleure émission ou série originale produite pour les médias numériques, humour variétés, Pitch, 2014[9]